# Рендина (дем Софадес)
Вижте пояснителната страница за други значения на Рендина.
Рендина (на гръцки: Ρεντίνα) е село в Източна Аграфа.

## География
Селото отстои на 55 km от Кардица и 54 km от Карпениси, в близост до язовира Смоковско езеро. Северно от селото се намира панорамната планина Вулгара със своите 1654 m надморска височина, от която се открива прекрасна гледка към цялата Тесалийска равнина с Олимп и Оса на североизток.

## История
Родом от селото е Георгиос Чолакоглу, който на 23 април 1941 г. в хода на операция Марита като командващ Епирската гръцка армия, подписва безусловната капитулация на Кралство Гърция.
В Рендина има два музея – на византийското и поствизантийско изкуство, както и на националната съпротива по време на Втората световна война. През август 1943 г., след разоръжаването на Двадесет и четвърта пехотна дивизия „Пинероло“ в селото е създадена партизанска офицерска школа на ЕЛАС, за военно обучение.
На 7 km от селото се намира православен храм посветен на Успение Богородично.

## Забележителности
На 7 километра югоизточно от селото по пътя за Смоковски бани се намира Рендинският манастир. Манастирът е ктиторски на първите руски царе от втората половина и края на XVI век, преди смутното време, и е известен като „руската обител“ и „руският манастир“. Рендинският манастир е ставропигия на Вселенската патриаршия от 1764 г.